# Estádio Jocay
O Estádio Jocay é um estádio de futebol localizado na cidade de Manta. Foi inaugurado em 14 de janeiro de 1962 con o nome de Estádio Modelo de Manta, que logo foi mudado para a forma atual. É utilizado para competições de futebol, e usado como mando de campo pelo Delfín, equipe da Série A do futebol equatoriano e também pelo Manta, equipe da Série B equatoriana. Sua capacidade é de aproximadamente 20.000 espectadores. Atualmente existe uma ideia de projeto para ampliar a capacidade do estádio.
Foi utilizado pelo Emelec durante a Copa Libertadores de 2015, enquanto o George Capwell passava por obras de ampliação.